# Julius Frans van Saksen-Lauenburg
Julius Frans (Praag, 16 september 1641 – Reichstadt, 30 september 1689) was hertog van Saksen-Lauenburg van 1666 tot 1689. Hij was een zoon van hertog Julius Hendrik en diens derde vrouw Anna Magdalena van Lobkowicz.
Julius Frans was de laatste hertog uit het huis Ascanië. Na zijn dood werd het land na een korte successiestrijd in personele unie verenigd met het hertogdom Brunswijk-Lüneburg.
Op 9 april 1668 huwde hij te Sulzbach met paltsgravin Maria Hedwig Auguste van Palts-Sulzbach (Sulzbach, 15 april 1650 – Hamburg, 23 november 1681), dochter van Christiaan August van Palts-Sulzbach en Amalia van Nassau-Siegen. Uit dit huwelijk werden drie dochters geboren:
- Maria Anna Theresia (1670 – 1671)
- Anna Maria Francisca (Neuhaus, 13 juni 1672 – Reichstadt, 15 oktober 1741); ∞ I (Raudnitz 29 oktober 1690) paltsgraaf Filips Willem August van de Palts (Neuburg, 18 november 1668 - Reichstadt, 10 april 1693); ∞ II (Düsseldorf, 2 juli 1697) Gian Gastone de' Medici, (Florence, 24 mei 1671 – aldaar, 9 juli 1737), groothertog van Toscane 1723-1737
- Maria Francisca Sibylla Augusta (Ratzeburg, 21 januari 1675 – Ettlingen, 10 juli 1733); ∞ (Raudnitz, 27 maart 1690) Lodewijk Willem van Baden (1655 – 1707), markgraaf van Baden-Baden 1677-1707